# جیمز بینز و شرکت لیورپول

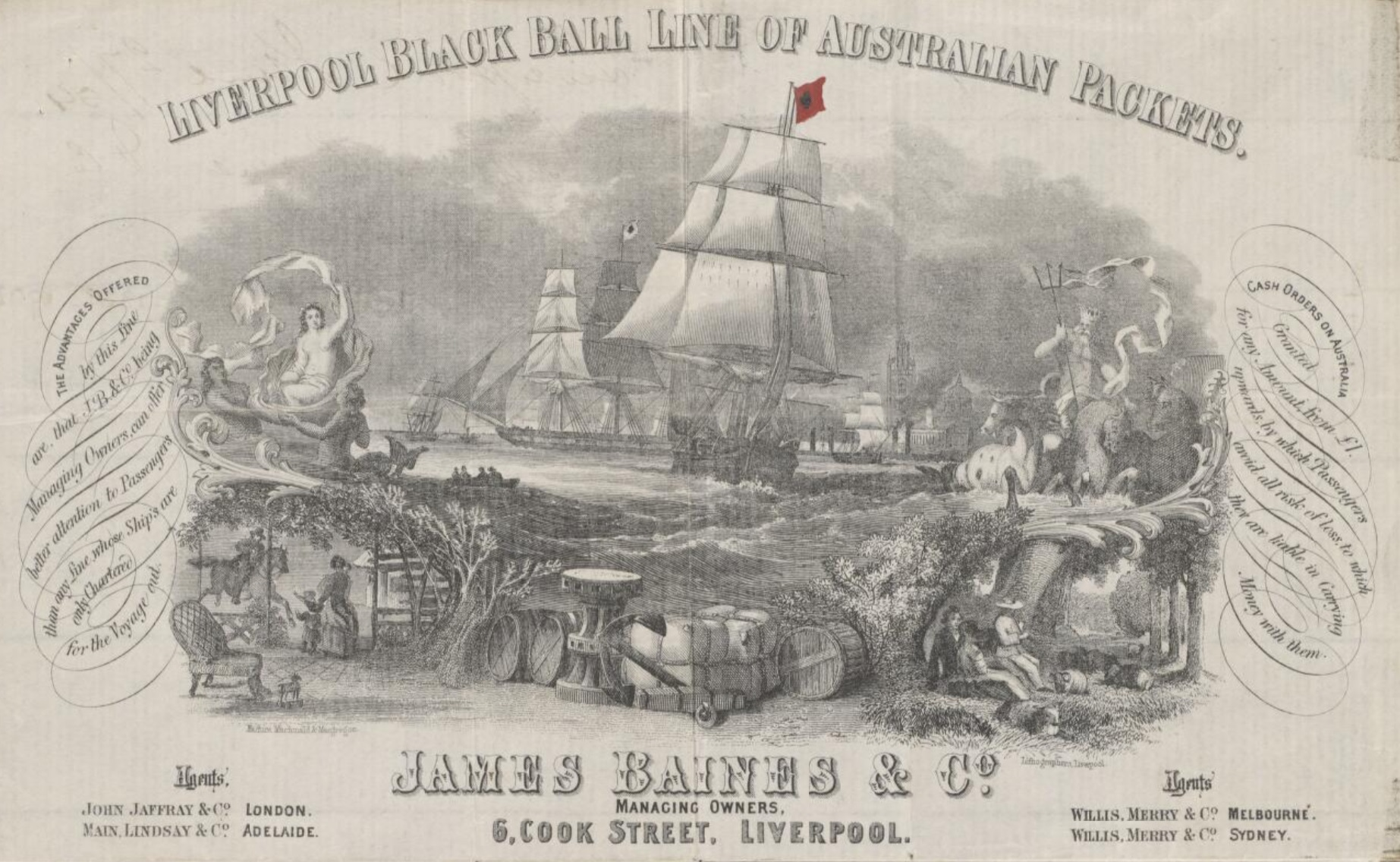
لیورپول خط توپ سیاه سر نامه بسته های استرالیایی

جیمز بینز و شرکت لیورپول یک شرکت کشتیرانی بریتانیایی بود که اغلب به دلیل پل لیورپول بلک بال بسته‌های استرالیایی مشهور بود، ناوگانی از کشتی‌های بسته‌ای که فعالیت های بار و مسافر را میان لیورپول ، انگلستان و استرالیا در نیمه دوم دهه ۱۸۰۰ انجام می‌دادند. همچنین در هند و کریمه تجارت می کردند.

## بنیانگذاران
این شرکت توسط جیمز بینز و توماس میلر مکی با دو شریک کوچکتر، جوزف گریوز و جان تیلور بنیانگذاری و مدیریت شد. دفتر آن در خیابان کوک ۶، لیورپول قرار گرفته بود. در سال ۱۸۵۸، مکی یک دفتر جدا شده برای شرکت درشهر لندن بنیانگذاری نمود. قانونی بودن روش های تجاری و انعطاف پذیری عملیات آن بحث برانگیز بود و بیشتر شرکت را در مظان اتهام قرار می داد. 

## نام
در سال ۱۸۵۱، جیمز بینز و شرکت لیورپول، بااینکه راهپیمایی ها، با همان اسم و پرچم شرکت نیویورک داخل تجارت بسته شدند. پس، برای حدود ۲۰ سال، دو "توپ سیاه" زیر مدیریت جداگانه در رقابت روبرویی در تجارت بسته های فراآتلانتیک فعالیت می نمودند.

## نمادها
پرچم این شرکت یک دم پرستوی قرمز با یک نقطه سیاه بود. 